# Jerusalemskirken

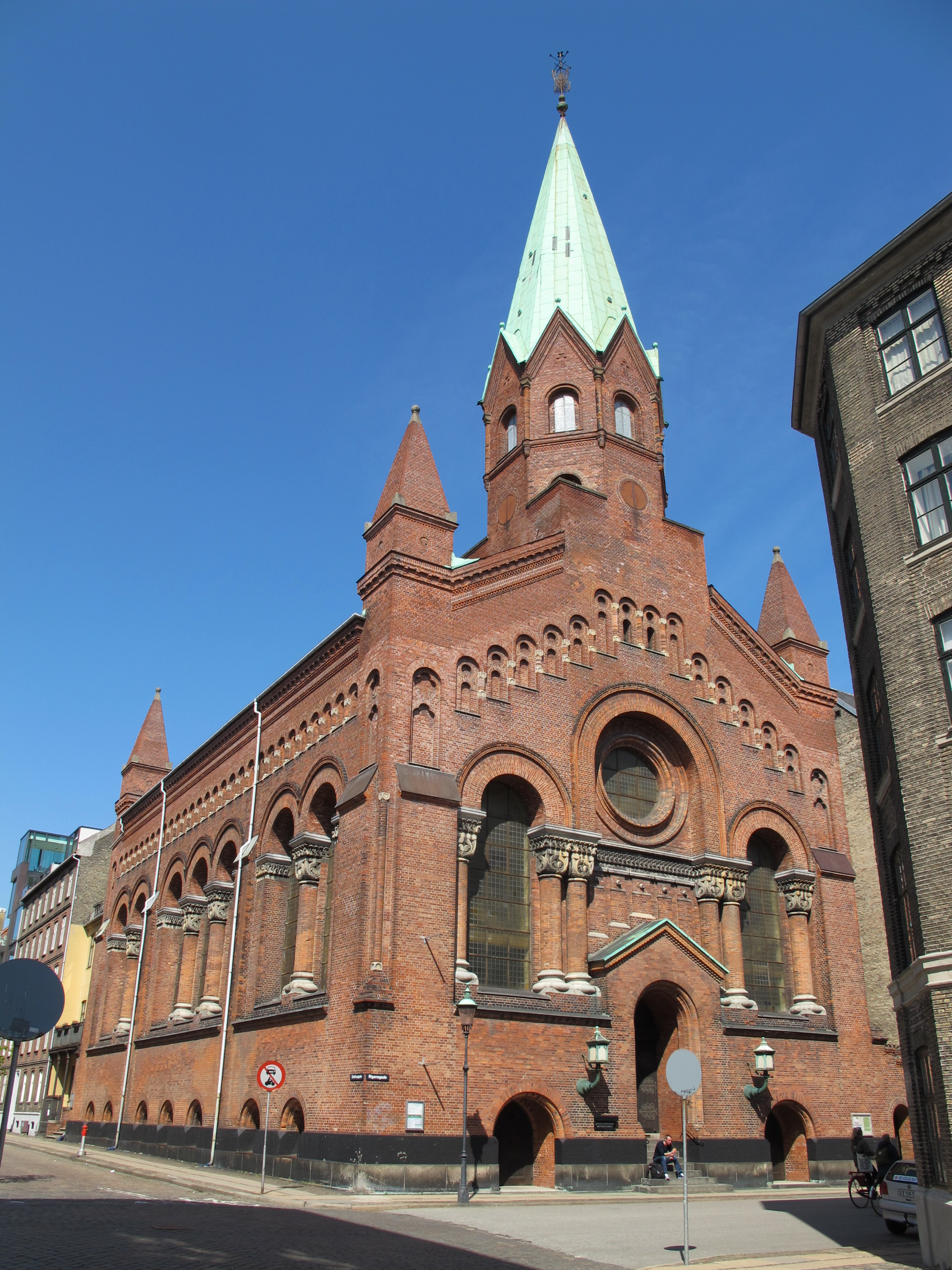
Jerusalemskirken.

Jerusalemskirken är en metodistkyrka på Rigensgade 19 i Köpenhamn, Danmark. Den uppfördes 1864-1865 av Ferdinand Vilhelm Jensen, men brann 1914 och återuppbyggdes av Jens Christian Kofoed, som byggde om interiören och gjorde tornet högre.

## Orgeln
Kyrkans orgel är byggd av Christian Winther & Th. Frobenius 1916. Den restaurerades mellan 1982 och 1994 av orgelbyggaren Gunnar Fabricius Husted, och är med sina 35 stämmor den största romantiska orgeln i Danmark från tiden före andra världskriget som ännu är i originalskick.